# Hưng Ninh, Mai Châu
Hưng Ninh (chữ Hán giản thể: 兴宁市, âm Hán Việt: Hưng Ninh thị) là một thành phố cấp huyện thuộc địa cấp thị Mai Châu, tỉnh Quảng Đông, Cộng hòa Nhân dân Trung Hoa. Hưng Ninh có diện tích 2104 km², dân số 1,12 triệu người. Thành phố Hưng Ninh có mã số bưu chính 514500, mã vùng điện thoại 0753. Hưng Ninh nằm ở đông bắc của Quảng Đông, trên bồn địa Hưng Ninh, có tuyến đường sắt Quảng Mai Sán chạy qua. Dân số thành phố này tuyệt đại đa số là người Khách Gia.